# غرطر عظائي
غرطر عظائي (الاسم العلمي:Thamnophis sauritus) (بالإنجليزية: eastern ribbon snake )‏ هو نوع من الزواحف يتبع جنس الغرطر من فصيلة الأحناش.